# Acarbosio
L'acarbosio è un farmaco attivo per via orale utilizzato nel trattamento del diabete di tipo 2. Viene prodotto da diverse case farmaceutiche e venduto, tra gli altri, con il marchio Glucobay (Bayer).

## Meccanismo d'azione
L’acarbosio interagisce in modo competitivo e dose dipendente con l’α-glucosidasi intestinale situata nell’orletto a spazzola di cellule dell’intestino tenue. Inoltre l’acarbosio ha attività inibitoria anche sull’alfa-amilasi pancreatica e in entità minore ha attività su saccarasi, maltasi e isomaltasi intestinali; nei confronti della lattasi l'attività è molto limitata. L’enzima, in assenza del farmaco, idrolizza molecole polisaccaridiche come amido, oligosaccaridi, destrine e disaccaridi formando monosaccaridi semplici come il glucosio.
L’acarbosio è costituito da una struttura tetrasaccaridica (quattro zuccheri) simile a quella dei glucidi oligosaccaridici con un’affinità per le alfa-glucosidasi intestinali 10.000 volte superiore rispetto ai substrati naturali.
L’acarbosio, legandosi nel sito attivo dell’enzima, rallenta e riduce l’assorbimento intestinale e permette una riduzione del valore dell’insulina post-prandiale mantenendo sotto controllo le fluttuazioni glicemiche (variazioni dei livelli di glicemia); l’acarbosio è anche responsabile della liberazione in circolo di GLP-1 (incretina), ormone regolatorio dell’indice glicemico.
Al contrario delle sulfaniluree l’acarbosio non ha alcun effetto stimolante sulle cellule del pancreas. La terapia con acarbosio induce un calo della glicemia a digiuno e una variazione dei livelli di emoglobina glicata (HbA1, HbA1c): a seconda della progressione del diabete e della situazione clinica del paziente tali valori possono alterarsi o decrescere in modo dose-dipendente utilizzando il farmaco.
Riduce inoltre i livelli di trigliceridi e la resistenza periferica all'insulina.

## Indicazioni
È un farmaco utilizzato come supporto contro le forme di diabete di tipo 2 (e in alcuni casi di diabete di tipo 1, nel quale stabilizza e riduce nel tempo il fabbisogno insulinico). In monoterapia non causa ipoglicemia; tuttavia se usato in associazione con altri farmaci anti-diabetici (solitamente metformina, sulfaniluree, insulina) può dare crisi ipoglicemiche, che devono essere tratte con glucosio e non con saccarosio (il cui assorbimento è bloccato da acarbosio).
In bambini, adolescenti, donne in gravidanza ed allattamento non viene ancora utilizzata perché non ne è stata stabilita la sicurezza.
Acarbosio riduce l’emoglobina glicata dello 0,5-0,8%, la glicemia a digiuno di 1mM e quella post prandiale di 2,0-5mM. La sua assunzione deve essere correlata ad una dieta equilibrata ed esercizio fisico; il suo effetto è lievemente inferiore a quello di altri antidiabetici orali.. 
Il farmaco non ha effetti sull’insulino-resistenza e sulla disfunzione beta-cellulare, né sui trigliceridi, ma potrebbe prevenire l’insorgenza di diabete di tipo II in pazienti che hanno già IGT (Impaired Glucose Tolerance). Acarbosio non da aumenti di peso come altri anti-diabetici, anzi in pazienti obesi o sovrappeso potrebbe aiutare, insieme alla dieta, nella diminuzione del peso corporeo, raggiungendo un miglior BMI che permette un miglior controllo glicemico.
Alcuni studi hanno evidenziato un effetto protettivo sul sistema cardiovascolare, con una riduzione degli infarti del miocardio del 91%, della comparsa di ipertensione e di tutti gli eventi cardiovascolari. Lo studio STOP-NIDDM evidenzia, nei pazienti che assumono acarbosio, la diminuzione dello spessore dell’intima-media carotide, prova del beneficio del trattamento dell’iperglicemia post-prandiale e degli effetti benefici cardiovascolari.
Non deve essere usato in casi di insufficienza renale severa (clearance < 25ml/min), celiachia o problemi all’apparato gastrointestinale.

## Dosaggi
Il farmaco deve essere assunto all'inizio del pasto; a seconda del dosaggio si dovrà prendere da una sola compressa prima di cena fino ad una compressa prima di ogni pasto. È buona norma assumere le compresse con un bicchiere d’acqua; nel caso di acarbosio possono anche essere masticate insieme ai primi bocconi del pasto. L’effetto farmacologico insorge rapidamente (effetto più rapido se la compressa viene masticata) e dura poche ore. Si parte da una dose di 50mg una volta al giorno e si aumenta gradualmente anche fino a 100mg tre volte al giorno, con questo metodo si cerca di evitare un abbandono della terapia a causa degli effetti collaterali che potrebbero comparire con dosaggi elevati fin da subito. L’aumento di dosaggio avviene sotto controllo medico, a seconda della stabilizzazione di valori di emoglobina glicata e di glicemia postprandiale.
Il grado di inibizione dell’alfa-glucosidasi è direttamente proporzionale alla dose. La piena efficacia del farmaco si riscontra solo dopo alcuni mesi di terapia.
A differenza di altri farmaci anti-diabetici, non è necessario l’autocontrollo della glicemia dopo i pasti, a meno di indicazione medica.

## Effetti indesiderati
Il farmaco può avere effetti indesiderati anche gravi quali:
- Emorragie e possibili ecchimosi indotte da piastrinopenia;
- Trombocitopenia;
- Vomito e dolore causati da parziale o totale occlusione intestinale;
- Reazioni di ipersensibilità (eruzione cutanea, orticaria o arrossamento);
- Pustolosi esantematica acuta generalizzata;
- Nausea;
- Ittero (colorazione giallastra della cute e dei bulbi oculari);
- Pneumatosi cistoide intestinale;[6]
- Meteorismo, flatulenza, diarrea, gonfiori e dolori intestinali: dovuti alla indigestione di carboidrati fermentati nel colon che vengono scissi in acidi grassi meno complessi. L’effetto si riduce con la continuazione della terapia farmacologica per l’incremento enzimatico di alfa-glucosidasi nell’ileo e nel digiuno, diminuendo il passaggio di carboidrati indigeriti nel crasso.[12]
- Ipoglicemia, se utilizzato in associazione con sulfaniluree o insulina.[2]
- Infiammazione epatica (può causare inappetenza, dolore addominale).L'epatite è stata riportata con l'uso di acarbosio. Di solito scompare quando il farmaco viene interrotto.[13]

## Interazioni farmacologiche
La somministrazione in contemporanea di acarbosio e saccarosio (zucchero da cucina) o con alimenti contenenti zucchero provoca, con una certa frequenza, disturbi gatrointestinali come diarrea, dovuti al ridotto assorbimento e alla fermentazione dei carboidrati. Gli adsorbenti intestinali (come la colestiramina) che inibiscono gli enzimi intestinali coinvolti nella digestione degli zuccheri (amilasi, saccarasi, glucosidasi) possono diminuire l’efficacia dell’acarbosio e non devono essere assunti con esso. La co-somministrazione di neomicina può ridurre il livello ematico di glucosio dopo un pasto, portando ad un aggravamento della frequenza degli effetti gastrointestinali. L’acarbosio può influire sulla biodisponibilità della digossina, inducendo un aggiustamento terapeutico ed inoltre occorre monitorare i livelli nel siero della digossina.
Alcune sostanze come i tiazidi o altri diuretici, le fenotiazine, estrogeni, corticosteroidi, isoniazide, fenitoina, simpaticomimetici, ormoni tiroidei, contraccettivi orali, acido nicotinico, bloccanti del canale calcio, possono indurre una situazione di iperglicemia, per cui l’utilizzo concomitante con acarbosio potrebbe avere effetti farmacodinamici sulla molecola. In caso di utilizzo di uno di questi farmaci con acarbosio occorrerebbe monitorare con cautela i livelli glicemici ematici. L’utilizzo con ipoglicemizzanti come ad esempio sulfaniluree o metformina, oppure la somministrazione in contemporanea con insulina durante le 24 ore potrebbe ridurre i livelli di glicemia e portare ad uno stato di ipoglicemia, per cui in tal caso sarebbe adeguato un aggiustamento della dose da parte del medico.

## Diffusione nei paesi orientali
È economico e popolare in Cina, ma non negli Stati Uniti. L'uso negli Stati Uniti è limitato perché non abbastanza potente da giustificare gli importanti effetti collaterali come diarrea e flatulenza Tuttavia, un recente ampio studio conclude che "l'acarbosio è efficace, sicuro e ben tollerato" in un'ampia coorte di pazienti asiatici con diabete di tipo 2. Una possibile spiegazione per le diverse opinioni è un'osservazione che l'acarbose è significativamente più efficace nei pazienti che assumono una dieta orientale relativamente ricca di carboidrati.